# Церковь Силуана Афонского (Консепсьон)
Це́рковь преподо́бного Силуа́на Афо́нского (исп. Iglesia Ortodoxa San Siluan del Monte Athos) — храм Митрополии двух Америк Румынской православной церкви, расположенный в городе Консепсьон, на юге Чили. Первый православный храм, построенный на юге Чили.

## История
В марте 2006 года священник Русской Зарубежной Церкви протоиерей Алексий Аэдо-Вилургон переехал работать в Консепсьон, где договорился с арабским спортивным и культурным центром, чьи хозяева-палестинцы с симпатией относились к России и Русской Церкви, и стал совершать регулярные богослужения в помещении на Арабском стадионе (Estadio Árabe) в Чигуаянте, в пригороде Консепсьона.
Основным языком богослужения был испанский, но некоторые молитвы читались на церковно-славянском и арабском языках. Палестинская община Консепсьона пожертвовала землю под строительство храма, площадью 758 квадратных метров, стоимостью приблизительно 144 тысяч долларов США. По словам протоиерея Алексия: «Мне очень хочется, чтобы там был красивый русский храм, в который бы могли ходить мои дети, другие молодые чилийцы. И я прошу Бога не забирать меня, пока на юге не будет храма Русской Православной Церкви».
В апреле 2009 года община впервые отметила праздник Пасхи. По словам 26-летнего Филиппе Барадита Пухова, что прихожанам на тот момент недоставало подлинной церковности, они почти не готовились к одному из главных христианских праздников, мало кто накануне исповедовался, причащался. Приходу также не хватало богослужебных принадлежностей. К тому времени приход насчитывал около 60 человек — обратившихся в православие чилийцев, а также людей арабского и чилийского происхождения.
5-6 сентября 2009 года общину впервые посетил и совершил богослужение епископ Иоанн (Берзинь).
Большим испытанием для нового прихода стало землетрясение, обрушившееся на город 27 февраля 2010 года. Все члены Силуановского прихода остались живы, но десятки из них оказались на улице. Многие прихожане работают в сфере коммерции, и их торговые точки либо разрушены землетрясением, либо разграблены вандалами. Дом настоятеля уцелел, однако большая часть имущества повреждена или украдена; университет, в котором он преподавал, был разрушен, а другого источника дохода у него не было. В первый же день после природной катастрофы Первоиерарх Русской Зарубежной Церкви митрополит Восточно-Американский и Нью-Йоркский Иларион (Капрал) выступил с призывом «широко раскрыть свои сердца и оказать щедрую помощь страждущим в Чили через Попечительский Фонд о нуждах Русской Зарубежной Церкви». Благодаря десяткам жертвователей были собраны и направлены в Чили пять тысяч долларов, которые пошли на оплату медицинских расходов и пищи для прихожан, а также поездок настоятеля к пастве.
Для помощи многодетной семье отца Алексия Аэдо, потерявшей все имущество, приход свт. Нектария провел собрание, в ходе которого было решено ежемесячно посылать достаточную для их проживания сумму. Поддержав просьбу прихожан храма святителя Нектария, Попечительство о нуждах Русской Зарубежной Церкви объявляет о сборе средств пострадавшим от землетрясения в Чили.
Закладка и освящение первого камня, водружение Креста на месте будущего храма было совершено 5 декабря 2010 года епископом Каракасский и Южно-Американским Иоанном (Берзинем). В этом торжественном и знаменательном событии приняли участие члены православной миссии в Чили из Сантьяго, Консепсьона, Вальдивии, члены чилийско-арабско-палестинской общины и русские семьи, проживающие на этой территории. Также это событие посетили представители власти: почетный сенатор Республики Чили Хосаин Сабаг-Кастильо, губернатор провинции Консепсьон Карлос Гонсалез-Санчес, мэр Чигуаянте Томас Солис, атташе посольства Российской Федерации и представитель посла Владимир Мусыченко, глава государственного профессионального института Valle Central Эдуардо Аэдо-Иностроса, президент и члены совета директоров компаний Inmobiliaria Estadio Arabe S.A и Corporacion Estadio Arabe.
Пожертвования прихожан позволили оплатить все расходы предварительного этапа строительства (подготовка проекта, документации, которая требуются чилийским законодательством для начала строительства). Поскольку Консепсьон, как и вся территория Чили, находится в зоне сейсмической активности, требования к возведению построек здесь довольно жёсткие, что удорожает строительство.
В июле 2011 года община получила помощь от правительства Чили в размере 30 млн песо (приблизительно 63 тыс. долларов США), и на эти деньги под руководством протоиерея Алексия в августе 2011 года было начато строительство храма. Но денег хватило только на первый этап строительства: ограждение территории, экскавационные работы, закладка фундамента (1,5 м глубины и 1.1 м ширины), установка металлической арматуры для укрепления стен.
К началу 2013 года деньги закончились и работы по возведению храма были приостановлены. На работы второго этапа строительства (пол, стены, крыша, окна, двери, проводка электричества) требовалось ещё приблизительно 135 тысяч долларов США.
28 октября 2016 года в храме состоялось празднование тридцатилетия со дня священнического рукоположения её основателя и настоятеля протоиерея Алексия Аэдо, на которое также прибыли священники Душан Михайлович и Иоанн Кинтрекура.
В декабре 2016 года была объявлена кампания по завершению строительства церкви: деньги требовались на внешнюю отделку стен, обеспечение водонепроницаемости, окраску и укрепление потолков.
22-24 сентября 2017 года храм посетил епископ Иоанн (Берзинь), который совершил 24 сентября в храме богослужение, за которым наградил протоиерея Алексия палицей и отметил прогресс в строительстве храма.
1 августа 2024 года было объявлено о переходе прихода в Митрополию двух Америк Румынской православной церкви.